# Helmholtz-Zentrum Berlin für Materialien und Energie
Le Helmholtz-Zentrum Berlin für Materialien und Energie (traduction littérale : « Centre Helmholtz de Berlin des Matériaux et de l'Énergie ») est un laboratoire de recherche allemand situé à Berlin. Il s'agit d'une société à responsabilité limitée, financée à 90 % par le Gouvernement fédéral, à travers le BMBF, et à 10 % par le Land de Berlin, à travers le sénat pour la science, la recherche et la culture. Le HZB est membre de l'Association Helmholtz des Centres de Recherche Allemands.
Le HZB emploie plus de 1100 personnes, dont près de 40 % de scientifiques. Les travaux de recherche au HZB concernent l'étude de la structure des matériaux, l'énergie solaire et, dans une moindre mesure, la santé et la biologie structurale.

## Historique
Le laboratoire fut créé en 1959 sous le nom de Hahn-Meitner-Institut für Kernforschung (HMI). Le 4 juin 2008, il est rebaptisé Helmholtz-Zentrum Berlin für Materialien und Energie. Après avoir signé un contrat le 13 août 2008, le synchrotron BESSY II rejoint le HZB le 11 novembre 2008. La fusion des deux centres est finalisée en janvier 2009,.

## Infrastructure
Le HZB opère deux grands instruments de recherche : le réacteur de recherche BER II à Berlin-Wannsee, utilisé pour la neutronique (BENSC) et l'analyse chimique par activation neutronique (NAA), et le synchrotron à électrons BESSY II à Berlin-Adlershof. Chaque année, 3000 chercheurs à travers le monde utilisent ces instruments mis à disposition par le HZB. Jusqu'à la fin de 2006, un accélerateur était également utilisé pour la recherche sur le site de Berlin-Wannsee.
En collaboration avec l'hôpital universitaire de la Charité de Berlin, le HZB dispose d'un centre médical de protonthérapie,, pour lequel des protons d'une énergie de 68 MeV sont produits par un cyclotron. Ce centre est utilisé principalement pour traiter des tumeurs occulaires.
Enfin, le HZB opère également le centre de stockage temporaire des déchets nucléaires du Land de Berlin,.